# Erigorgus stenotus
Erigorgus stenotus là một loài tò vò trong họ Ichneumonidae.